# Prisannewitz
Prisannewitz este o comună din landul Mecklenburg - Pomerania Inferioară, Germania.